# Albert Hourani
Albert Habib Hourani (Mánchester, 1915-Oxford, 1993) fue un profesor, historiador y arabista británico.

## Biografía
Nacido el 31 de marzo de 1915 en la ciudad inglesa de Mánchester, hijo de padres libaneses, fue autor de obras como Arabic Thought in the Liberal Age 1789–1939 (1962), Islam in European Thought (1991) y A History of the Arab Peoples (1991). Falleció el 17 de enero de 1993 en Oxford.